# Itarhawa
Itarhawa – gaun wikas samiti we wschodniej części Nepalu w strefie Sagarmatha w dystrykcie Siraha. Według nepalskiego spisu powszechnego z 2001 roku liczył on 540 gospodarstw domowych i 3372 mieszkańców (1608 kobiet i 1764 mężczyzn).